# A매치 100경기 이상 출전한 축구 선수 명단
FIFA 센추리 클럽(FIFA century club)은 FIFA가 공인하는 A매치를 100회 이상 출전한 선수들의 그룹을 뜻하는 말로, 실제로 이러한 모임이 이루어지는 것은 아니다. 가장 많은 A매치 경기에 출전한 선수는 포르투갈의 크리스티아누 호날두이며, 처음으로 A매치 100경기 이상 출전한 선수는 잉글랜드의 빌리 라이트이다. 가장 많은 A매치 경기에 출전한 여자 선수는 미국의 크리스틴 릴리이다.

## 남자
|  | 각 연맹의 최다 출전 선수 |
|  | 각 국가의 최다 출전 선수 |

순위: A매치 출전 경기 순위는 FIFA 기록에 따라 매겨진다. 다른 출처의 기록들은 해당 표에 포함되지 않는다.
선수: 현재 국가대표팀 은퇴를 하지 않은 굵은 글씨로 강조 표시되어 있다. 선수 이름은 해당 국가에서 흔히 불리는 명칭으로 표기된다. 예를 들어, 일반 선수의 경우 단순 이름, 스페인·포르투갈·브라질 등의 선수는 예명 (펠레, 호나우두 등)으로, 한국이나 중국처럼 성이 먼저 오는 경우에는 성, 이름 순으로 표기한다. 마지막 A매치 경기 출전 이후 2년 이상 출전하지 않은 선수는 더 이상 굵은 글씨로 강조 표시하지 않는다. 그러나 선수는 아직 정식 은퇴하지 않았을 수 있다.
국가: FIFA가 공식 인정한 국가대표팀만을 표기한다. 그래서 UN이 인정한 국가를 포함하여 정식 국가가 아닌 해외 영토 또는 분쟁 국가도 표기될 수 있다.
연맹: 해당 선수들과 국가들은 FIFA 내의 6개의 대륙별 연맹으로 다음과 같이 구성되어있다:
AFC: 아시아 축구 연맹
CAF: 아프리카 축구 연맹
CONCACAF: 북중미카리브 축구 연맹
CONMEBOL: 남미 축구 연맹
OFC: 오세아니아 축구 연맹
UEFA: 유럽 축구 연맹
첫 출전: 선수가 A매치 경기에 처음으로 출전한 날짜를 표기한다. 국가대표팀에 소집만 되었을 경우는 기록하지 않는다.
마지막 출전: 선수가 A매치 경기에 마지막 또는 가장 최근에 출전한 날짜를 표기한다.
마지막 업데이트: 2023년 7월 16일 기준
| 순위 | 이름                       | 국가                         | 연맹         | 경기 수 | 첫 출전          | 마지막 출전      |
| ---- | -------------------------- | ---------------------------- | ------------ | ------- | ---------------- | ---------------- |
| 1    | 크리스티아누 호날두        | 포르투갈                     | UEFA         | 221     | 2003년 8월 20일  | 2025년 6월 8일   |
| 2    | 바데르 알무타와            | 쿠웨이트                     | AFC          | 196     | 2003년 9월 4일   | 2022년 6월 14일  |
| 3    | 소친안                     | 말레이시아                   | AFC          | 195     | 1969년 11월 19일 | 1984년 10월 18일 |
| 4    | 아흐메드 하산              | 이집트                       | CAF          | 184     | 1995년 12월 29일 | 2012년 5월 22일  |
| 5    | 아흐메드 무바라크          | 오만                         | AFC          | 183     | 2003년 9월 25일  | 2019년 12월 2일  |
| 6    | 세르히오 라모스            | 스페인                       | UEFA         | 180     | 2005년 3월 26일  | 2021년 3월 31일  |
| 7    | 안드레스 과르다도          | 멕시코                       | CONCACAF     | 179     | 2005년 12월 14일 | 2022년 11월 26일 |
| 8    | 클라우디오 수아레스        | 멕시코                       | CONCACAF     | 177     | 1992년 7월 26일  | 2006년 6월 1일   |
| 9    | 잔루이지 부폰              | 이탈리아                     | UEFA         | 176     | 1997년 10월 29일 | 2018년 3월 23일  |
| 10   | 마이노르 피게로아          | 온두라스                     | CONCACAF     | 175     | 2003년 1월 31일  | 2022년 2월 2일   |
| 10   | 리오넬 메시                | 아르헨티나                   | CONMEBOL     | 175     | 2005년 8월 17일  | 2023년 6월 15일  |
| 12   | 모하메드 알데아예아        | 사우디아라비아               | AFC          | 173     | 1993년 4월 9일   | 2006년 5월 11일  |
| 12   | 아메르 샤피                | 요르단                       | AFC          | 173     | 2002년 8월 17일  | 2021년 2월 1일   |
| 14   | 하산 알하이도스            | 카타르                       | AFC          | 172     | 2008년 8월 9일   | 2022년 11월 29일 |
| 15   | 호삼 하산                  | 이집트                       | CAF          | 170     | 1985년 9월 10일  | 2006년 2월 7일   |
| 16   | 이반 우르타도              | 에콰도르                     | CONMEBOL     | 168     | 1992년 5월 24일  | 2014년 10월 14일 |
| 17   | 이케르 카시야스            | 스페인                       | UEFA         | 167     | 2000년 6월 3일   | 2016년 6월 1일   |
| 18   | 비탈리스 아스타페우스      | 라트비아                     | UEFA         | 166     | 1992년 8월 26일  | 2010년 11월 17일 |
| 18   | 루카 모드리치              | 크로아티아                   | UEFA         | 166     | 2006년 3월 1일   | 2023년 6월 18일  |
| 20   | 코비 존스                  | 미국                         | CONCACAF     | 164     | 1992년 9월 3일   | 2004년 10월 9일  |
| 21   | 모함메드 알킬라이위        | 사우디아라비아               | AFC          | 163     | 1992년 10월 20일 | 2001년 10월 5일  |
| 21   | 슈코르 살레흐              | 말레이시아                   | AFC          | 163     | 1970년 11월 15일 | 1981년 9월 12일  |
| 23   | 디에고 고딘                | 우루과이                     | CONMEBOL     | 161     | 2005년 10월 26일 | 2022년 11월 28일 |
| 23   | 무함마드 후사인            | 바레인                       | AFC          | 161     | 1997년 3월 6일   | 2015년 1월 15일  |
| 23   | 아드난 알탈리아니          | 아랍에미리트                 | AFC          | 161     | 1984년 3월 10일  | 1997년 12월 17일 |
| 21   | 살만 이사                  | 바레인                       | AFC          | 160     | 2000년 3월 20일  | 2012년 11월 29일 |
| 27   | 셀소 보르헤스              | 코스타리카                   | CONCACAF     | 159     | 2008년 6월 21일  | 2023년 7월 8일   |
| 27   | 에삼 엘하다리              | 이집트                       | CAF          | 159     | 1996년 3월 25일  | 2018년 6월 25일  |
| 27   | 사예드 모함메드 자페르     | 바레인                       | AFC          | 159     | 2004년 7월 5일   | 2023년 1월 16일  |
| 30   | 마르틴 레임                | 에스토니아                   | UEFA         | 157     | 1992년 6월 3일   | 2009년 6월 6일   |
| 31   | 사미 알자베르              | 사우디아라비아               | AFC          | 156     | 1992년 9월 11일  | 2006년 6월 23일  |
| 31   | 가리 메델                  | 칠레                         | CONMEBOL     | 156     | 2007년 4월 18일  | 2023년 6월 20일  |
| 33   | 랜던 도너번                | 미국                         | CONCACAF     | 155     | 2000년 10월 25일 | 2014년 10월 10일 |
| 33   | 알렉시스 산체스            | 칠레                         | CONMEBOL     | 155     | 2006년 4월 27일  | 2023년 6월 20일  |
| 35   | 엔도 야스히토              | 일본                         | AFC          | 152     | 2002년 11월 20일 | 2015년 1월 23일  |
| 36   | 파우지 바시르              | 오만                         | AFC          | 151     | 2001년 2월 18일  | 2013년 1월 11일  |
| 36   | 콘스탄틴 바실리예브        | 에스토니아                   | UEFA         | 151     | 2006년 5월 26일  | 2023년 6월 17일  |
| 38   | 마이클 브래들리            | 미국                         | CONCACAF     | 150     | 2006년 5월 26일  | 2019년 10월 15일 |
| 38   | 로타어 마테우스            | 서독 · 독일                  | UEFA         | 150     | 1980년 6월 14일  | 2000년 6월 20일  |
| 40   | 자바드 네쿠남              | 이란                         | AFC          | 149     | 2000년 1월 12일  | 2015년 3월 31일  |
| 41   | 파울로 다 실바             | 파라과이                     | CONMEBOL     | 148     | 2000년 4월 25일  | 2017년 10월 10일 |
| 41   | 알리 다에이                | 이란                         | AFC          | 148     | 1993년 6월 6일   | 2006년 6월 21일  |
| 41   | 유니스 마무드              | 이라크                       | AFC          | 148     | 2002년 7월 19일  | 2016년 3월 29일  |
| 41   | 라파엘 마르케스            | 멕시코                       | CONCACAF     | 148     | 1997년 2월 5일   | 2018년 7월 2일   |
| 41   | 무함마드 살민              | 바레인                       | AFC          | 148     | 1998년 9월 18일  | 2013년 11월 13일 |
| 41   | 얀 베르통언                | 벨기에                       | UEFA         | 148     | 2007년 6월 2일   | 2023년 6월 20일  |
| 47   | 하비에르 마스체라노        | 아르헨티나                   | CONMEBOL     | 147     | 2003년 7월 16일  | 2018년 6월 30일  |
| 48   | 대니얼 베넷                | 싱가포르                     | AFC          | 146     | 2002년 12월 11일 | 2017년 11월 14일 |
| 48   | 로비 킨                    | 아일랜드                     | UEFA         | 146     | 1998년 3월 25일  | 2016년 8월 31일  |
| 48   | 조앙 모티뉴                | 포르투갈                     | UEFA         | 146     | 2005년 8월 17일  | 2022년 6월 9일   |
| 48   | 파벨 파르도                | 멕시코                       | CONCACAF     | 146     | 1996년 8월 31일  | 2009년 6월 6일   |
| 52   | 클라우디오 브라보          | 칠레                         | CONMEBOL     | 145     | 2004년 7월 11일  | 2023년 3월 27일  |
| 52   | 위고 요리스                | 프랑스                       | UEFA         | 145     | 2008년 11월 19일 | 2022년 12월 18일 |
| 52   | 브리안 루이스              | 코스타리카                   | CONCACAF     | 145     | 2005년 6월 19일  | 2022년 11월 23일 |
| 52   | 하비에르 사네티            | 아르헨티나                   | CONMEBOL     | 145     | 1994년 11월 16일 | 2011년 7월 16일  |
| 56   | 가브리엘 고메스            | 파나마                       | CONCACAF     | 144     | 2003년 2월 9일   | 2018년 6월 28일  |
| 56   | 샤릴 이샤크                | 싱가포르                     | AFC          | 144     | 2003년 3월 4일   | 2018년 11월 13일 |
| 56   | 헤라르도 토라도            | 멕시코                       | CONCACAF     | 144     | 1999년 6월 9일   | 2013년 9월 6일   |
| 56   | 아나톨리 티모슈크          | 우크라이나                   | UEFA         | 144     | 2000년 4월 26일  | 2016년 6월 21일  |
| 60   | 세르히오 부스케츠          | 스페인                       | UEFA         | 143     | 2009년 4월 1일   | 2022년 12월 6일  |
| 60   | 바이하키 카이잔            | 싱가포르                     | AFC          | 143     | 2003년 8월 4일   | 2021년 6월 11일  |
| 60   | 기예르모 오초아            | 멕시코                       | CONCACAF     | 143     | 2005년 12월 14일 | 2023년 7월 16일  |
| 60   | 토마스 라벨리              | 스웨덴                       | UEFA         | 143     | 1981년 3월 1일   | 1997년 10월 11일 |
| 60   | 안데르스 스벤손            | 스웨덴                       | UEFA         | 143     | 1999년 11월 27일 | 2013년 11월 19일 |
| 65   | 카푸                       | 브라질                       | CONMEBOL     | 142     | 1990년 9월 12일  | 2006년 7월 1일   |
| 65   | 수닐 체트리                | 인도                         | AFC          | 142     | 2005년 6월 12일  | 2023년 7월 4일   |
| 65   | 마르코 크리스탈            | 에스토니아                   | UEFA         | 142     | 1992년 6월 3일   | 2005년 4월 20일  |
| 65   | 로베르트 레반도프스키      | 폴란드                       | UEFA         | 142     | 2008년 9월 10일  | 2023년 6월 20일  |
| 65   | 마이클 미프수드            | 몰타                         | UEFA         | 142     | 2000년 2월 10일  | 2020년 11월 11일 |
| 65   | 나가토모 유토              | 일본                         | AFC          | 142     | 2008년 5월 24일  | 2022년 12월 5일  |
| 65   | 릴리앙 튀람                | 프랑스                       | UEFA         | 142     | 1994년 8월 17일  | 2008년 6월 13일  |
| 72   | 압둘라 주브로마위          | 사우디아라비아               | AFC          | 141     | 1993년 4월 18일  | 2002년 6월 11일  |
| 73   | 바하 압델라흐만            | 요르단                       | AFC          | 140     | 2007년 9월 7일   | 2022년 6월 14일  |
| 73   | 스티븐 데이비스            | 북아일랜드                   | UEFA         | 140     | 2005년 2월 9일   | 2022년 9월 27일  |
| 73   | 클린트 뎀프시              | 미국                         | CONCACAF     | 140     | 2004년 11월 17일 | 2017년 10월 10일 |
| 73   | 아르투로 비달              | 칠레                         | CONMEBOL     | 140     | 2007년 2월 7일   | 2023년 6월 20일  |
| 77   | 요르고스 카라구니스        | 그리스                       | UEFA         | 139     | 1999년 8월 20일  | 2014년 6월 29일  |
| 78   | 후세인 압둘가니            | 사우디아라비아               | AFC          | 138     | 1996년 9월 22일  | 2018년 11월 20일 |
| 78   | 목타르 다하리              | 말레이시아                   | AFC          | 138     | 1972년 6월 5일   | 1985년 5월 19일  |
| 78   | 알리 알합시                | 오만                         | AFC          | 138     | 2001년 2월 20일  | 2019년 11월 18일 |
| 78   | 마레크 함시크              | 슬로바키아                   | UEFA         | 138     | 2007년 2월 7일   | 2023년 6월 20일  |
| 78   | 오사마 하우사위            | 사우디아라비아               | AFC          | 138     | 2006년 10월 11일 | 2018년 6월 25일  |
| 83   | 아마도 게바라              | 온두라스                     | CONCACAF     | 137     | 1994년 5월 5일   | 2010년 6월 21일  |
| 83   | 미로슬라프 클로제          | 독일                         | UEFA         | 137     | 2001년 3월 24일  | 2014년 7월 13일  |
| 83   | 야리 리트마넨              | 핀란드                       | UEFA         | 137     | 1989년 10월 22일 | 2010년 11월 17일 |
| 83   | 리고베르 송                | 카메룬                       | CAF          | 137     | 1993년 9월 22일  | 2010년 6월 24일  |
| 83   | 루이스 수아레스            | 우루과이                     | CONMEBOL     | 137     | 2007년 2월 7일   | 2022년 12월 2일  |
| 88   | 왈리드 알리                | 쿠웨이트                     | AFC          | 136     | 2002년 5월 9일   | 2014년 1월 20일  |
| 88   | 파비오 칸나바로            | 이탈리아                     | UEFA         | 136     | 1997년 1월 22일  | 2010년 6월 24일  |
| 88   | 에딘손 카바니              | 우루과이                     | CONMEBOL     | 136     | 2008년 2월 6일   | 2022년 12월 2일  |
| 88   | 홍명보                     | 대한민국                     | AFC          | 136     | 1990년 2월 4일   | 2002년 11월 20일 |
| 88   | 마우리시오 이슬라          | 칠레                         | CONMEBOL     | 136     | 2007년 9월 7일   | 2022년 3월 29일  |
| 88   | 이스마일 마타르            | 아랍에미리트                 | AFC          | 136     | 2003년 9월 27일  | 2021년 12월 6일  |
| 94   | 카이룰 암리                | 싱가포르                     | AFC          | 135     | 2004년 6월 9일   | 2019년 6월 11일  |
| 94   | 왈테르 센테노              | 코스타리카                   | CONCACAF     | 135     | 1995년 9월 27일  | 2009년 11월 18일 |
| 94   | 일데폰스 리마              | 안도라                       | UEFA         | 135     | 1997년 6월 22일  | 2023년 6월 16일  |
| 97   | 바샤르 압둘라              | 쿠웨이트                     | AFC          | 134     | 1996년 3월 16일  | 2018년 5월 25일  |
| 97   | 제프 아구스                | 미국                         | CONCACAF     | 134     | 1988년 1월 10일  | 2003년 5월 26일  |
| 97   | 아흐메드 파티              | 이집트                       | CAF          | 134     | 2002년 12월 16일 | 2021년 11월 16일 |
| 97   | 셰이 기븐                  | 아일랜드                     | UEFA         | 134     | 1996년 3월 27일  | 2016년 5월 31일  |
| 97   | 타이시르 알자심            | 사우디아라비아               | AFC          | 134     | 2004년 11월 17일 | 2018년 6월 20일  |
| 97   | 도리넬 문테아누            | 루마니아                     | UEFA         | 134     | 1991년 5월 23일  | 2007년 9월 12일  |
| 97   | 안드레스 오페르            | 에스토니아                   | UEFA         | 134     | 1995년 5월 19일  | 2014년 5월 26일  |
| 97   | 하이메 페네도              | 파나마                       | CONCACAF     | 134     | 2003년 6월 29일  | 2018년 6월 28일  |
| 97   | 페페                       | 포르투갈                     | UEFA         | 134     | 2007년 11월 21일 | 2023년 6월 20일  |
| 97   | 베슬리 스네이더르          | 네덜란드                     | UEFA         | 134     | 2003년 4월 30일  | 2018년 9월 6일   |
| 97   | 다리요 스르나              | 크로아티아                   | UEFA         | 134     | 2002년 11월 20일 | 2016년 6월 25일  |
| 97   | 노엘 바야다레스            | 온두라스                     | CONCACAF     | 134     | 2000년 6월 3일   | 2016년 2월 10일  |
| 109  | 압델카림 하산              | 카타르                       | AFC          | 133     | 2010년 11월 18일 | 2022년 11월 29일 |
| 109  | 안드레아스 이삭손          | 스웨덴                       | UEFA         | 133     | 2002년 3월 3일   | 2016년 2월 10일  |
| 109  | 사우드 카리리              | 사우디아라비아               | AFC          | 133     | 2001년 7월 23일  | 2015년 1월 18일  |
| 109  | 세바스티안 라르손          | 스웨덴                       | UEFA         | 133     | 2008년 2월 6일   | 2021년 6월 29일  |
| 109  | 페르난도 무슬레라          | 우루과이                     | CONMEBOL     | 133     | 2009년 10월 10일 | 2022년 6월 11일  |
| 109  | 차비                       | 스페인                       | UEFA         | 133     | 2000년 11월 15일 | 2014년 6월 13일  |
| 115  | 이스마일 압둘라티프        | 바레인                       | AFC          | 132     | 2005년 10월 27일 | 2021년 12월 3일  |
| 115  | 앙헬 디 마리아             | 아르헨티나                   | CONMEBOL     | 132     | 2008년 9월 6일   | 2023년 6월 15일  |
| 115  | 이브라힘 하산              | 이집트                       | CAF          | 132     | 1988년 2월 3일   | 2002년 1월 6일   |
| 115  | 사르기스 홉세퍈            | 아르메니아                   | UEFA         | 132     | 1992년 10월 14일 | 2012년 11월 14일 |
| 115  | 페터 옐레                  | 리히텐슈타인                 | UEFA         | 132     | 1998년 10월 14일 | 2018년 3월 25일  |
| 115  | 이운재                     | 대한민국                     | AFC          | 132     | 1994년 6월 11일  | 2010년 8월 11일  |
| 115  | 엑토르 모레노              | 멕시코                       | CONCACAF     | 132     | 2007년 10월 17일 | 2023년 3월 26일  |
| 115  | 카를로스 루이스            | 과테말라                     | CONCACAF     | 132     | 1998년 11월 18일 | 2016년 9월 6일   |
| 123  | 안드레스 이니에스타        | 스페인                       | UEFA         | 131     | 2006년 5월 27일  | 2018년 7월 1일   |
| 123  | 킴 셸스트룀                | 스웨덴                       | UEFA         | 131     | 2001년 2월 1일   | 2016년 6월 22일  |
| 123  | 알베르토 킨테로            | 파나마                       | CONCACAF     | 131     | 2007년 8월 22일  | 2023년 7월 16일  |
| 123  | 아루무간 렝가사미          | 말레이시아                   | AFC          | 131     | 1973년 5월 17일  | 1986년 9월 23일  |
| 123  | 끼앗띠삭 세나므앙          | 태국                         | AFC          | 131     | 1993년 4월 8일   | 2007년 10월 3일  |
| 128  | 차범근                     | 대한민국                     | AFC          | 130     | 1972년 5월 7일   | 1986년 6월 10일  |
| 128  | 아메르 디브                | 요르단                       | AFC          | 130     | 2002년 2월 13일  | 2014년 10월 13일 |
| 128  | 보니에크 가르시아          | 온두라스                     | CONCACAF     | 130     | 2005년 7월 1일   | 2021년 10월 7일  |
| 128  | 루카스 포돌스키            | 독일                         | UEFA         | 130     | 2004년 6월 6일   | 2017년 3월 22일  |
| 128  | 에드빈 판 데르 사르        | 네덜란드                     | UEFA         | 130     | 1995년 6월 7일   | 2008년 10월 15일 |
| 128  | 악셀 위첼                  | 벨기에                       | UEFA         | 130     | 2008년 3월 26일  | 2022년 12월 1일  |
| 134  | 호르헤 캄포스              | 멕시코                       | CONCACAF     | 129     | 1991년 11월 20일 | 2003년 11월 19일 |
| 134  | 에딘 제코                  | 보스니아 헤르체고비나        | UEFA         | 129     | 2007년 6월 2일   | 2023년 6월 20일  |
| 134  | 에흐산 하지사피            | 이란                         | AFC          | 129     | 2008년 5월 25일  | 2023년 6월 20일  |
| 137  | 후안 아랑고                | 베네수엘라                   | CONMEBOL     | 128     | 1999년 1월 27일  | 2015년 9월 8일   |
| 137  | 라그나르 클라반            | 에스토니아                   | UEFA         | 128     | 2003년 7월 3일   | 2022년 3월 29일  |
| 137  | 하산 무다파르              | 오만                         | AFC          | 128     | 2003년 9월 16일  | 2015년 3월 30일  |
| 137  | 로베르토 팔라시오스        | 페루                         | CONMEBOL     | 128     | 1992년 11월 24일 | 2012년 5월 23일  |
| 141  | 토비 알데르베이럴트        | 벨기에                       | UEFA         | 127     | 2009년 5월 29일  | 2022년 12월 1일  |
| 141  | 마르셀로 발보아            | 미국                         | CONCACAF     | 127     | 1988년 1월 10일  | 2000년 1월 16일  |
| 141  | 세르베르 제파로프          | 우즈베키스탄                 | AFC          | 127     | 2002년 5월 14일  | 2017년 9월 5일   |
| 141  | 루이스 피구                | 포르투갈                     | UEFA         | 127     | 1991년 10월 12일 | 2006년 7월 8일   |
| 141  | 아니발 고도이              | 파나마                       | CONCACAF     | 127     | 2010년 3월 3일   | 2023년 7월 16일  |
| 141  | 아마드 알호스니            | 오만                         | AFC          | 127     | 2003년 12월 17일 | 2015년 11월 17일 |
| 141  | 세르게이 이그나셰비치      | 러시아                       | UEFA         | 127     | 2002년 8월 21일  | 2018년 7월 7일   |
| 141  | 알리 카리미                | 이란                         | AFC          | 127     | 1998년 10월 13일 | 2012년 11월 6일  |
| 141  | 이영표                     | 대한민국                     | AFC          | 127     | 1999년 6월 12일  | 2011년 1월 28일  |
| 141  | 다비드 오스피나            | 콜롬비아                     | CONMEBOL     | 127     | 2007년 2월 7일   | 2022년 11월 19일 |
| 141  | 이반 페리시치              | 크로아티아                   | UEFA         | 127     | 2011년 3월 26일  | 2023년 6월 18일  |
| 141  | 데니스 로메달              | 덴마크                       | UEFA         | 127     | 2000년 8월 16일  | 2013년 6월 11일  |
| 153  | 다니 아우베스              | 브라질                       | CONMEBOL     | 126     | 2006년 10월 10일 | 2022년 12월 5일  |
| 153  | 다마커스 비즐리            | 미국                         | CONCACAF     | 126     | 2001년 1월 27일  | 2017년 9월 5일   |
| 153  | 조엘 캠벨                  | 코스타리카                   | CONCACAF     | 126     | 2011년 6월 5일   | 2023년 7월 8일   |
| 153  | 에덴 아자르                | 벨기에                       | UEFA         | 126     | 2008년 11월 16일 | 2022년 12월 1일  |
| 153  | 에나르 야게르              | 에스토니아                   | UEFA         | 126     | 2002년 10월 12일 | 2017년 11월 9일  |
| 153  | 시몬 키예르                | 덴마크                       | UEFA         | 126     | 2009년 6월 6일   | 2023년 6월 19일  |
| 153  | 파올로 말디니              | 이탈리아                     | UEFA         | 126     | 1988년 3월 31일  | 2002년 6월 18일  |
| 153  | 루이스 마린                | 코스타리카                   | CONCACAF     | 126     | 1993년 6월 23일  | 2009년 11월 18일 |
| 153  | 무사에드 네다              | 쿠웨이트                     | AFC          | 126     | 2002년 12월 18일 | 2015년 10월 13일 |
| 153  | 토마스 링콘                | 베네수엘라                   | CONMEBOL     | 126     | 2008년 2월 3일   | 2023년 6월 18일  |
| 153  | 요시다 마야                | 일본                         | AFC          | 126     | 2010년 1월 6일   | 2022년 12월 5일  |
| 153  | 안도니 수비사레타          | 스페인                       | UEFA         | 126     | 1985년 1월 23일  | 1998년 6월 24일  |
| 165  | 후사인 알리 바바           | 바레인                       | AFC          | 125     | 2001년 12월 13일 | 2016년 9월 1일   |
| 165  | 호베르투 카를루스          | 브라질                       | CONMEBOL     | 125     | 1992년 2월 26일  | 2006년 7월 1일   |
| 165  | 마리오 프리크              | 리히텐슈타인                 | UEFA         | 125     | 1993년 10월 26일 | 2015년 10월 12일 |
| 165  | 이언 구디슨                | 자메이카                     | CONCACAF     | 125     | 1996년 3월 3일   | 2009년 5월 23일  |
| 165  | 사예드 마흐무드 잘랄       | 바레인                       | AFC          | 125     | 1998년 9월 13일  | 2010년 1월 20일  |
| 165  | 막시 페레이라              | 우루과이                     | CONMEBOL     | 125     | 2005년 10월 26일 | 2018년 6월 7일   |
| 165  | 피터 실턴                  | 잉글랜드                     | UEFA         | 125     | 1970년 11월 25일 | 1990년 7월 7일   |
| 165  | 다비드 실바                | 스페인                       | UEFA         | 125     | 2006년 11월 15일 | 2018년 7월 1일   |
| 173  | 페트르 체흐                | 체코                         | UEFA         | 124     | 2002년 2월 12일  | 2016년 6월 21일  |
| 173  | 티라신 댕다                | 태국                         | AFC          | 124     | 2007년 7월 7일   | 2023년 6월 19일  |
| 173  | 린벌 딕슨                  | 자메이카                     | CONCACAF     | 124     | 1993년 5월 21일  | 2003년 4월 2일   |
| 173  | 올리비에 지루              | 프랑스                       | UEFA         | 124     | 2011년 11월 11일 | 2023년 6월 19일  |
| 173  | 게오르게 하지              | 루마니아                     | UEFA         | 124     | 1983년 8월 10일  | 2000년 6월 24일  |
| 173  | 네이마르                   | 브라질                       | CONMEBOL     | 124     | 2010년 8월 10일  | 2022년 12월 9일  |
| 173  | 하니 람지                  | 이집트                       | CAF          | 124     | 1988년 11월 16일 | 2003년 2월 12일  |
| 180  | 티에리 앙리                | 프랑스                       | UEFA         | 123     | 1997년 10월 11일 | 2010년 6월 22일  |
| 180  | 카를로스 살시도            | 멕시코                       | CONCACAF     | 123     | 2004년 9월 8일   | 2014년 6월 29일  |
| 180  | 세바스티안 소리아          | 카타르                       | AFC          | 123     | 2006년 11월 15일 | 2017년 3월 28일  |
| 180  | 디디에 조코라              | 코트디부아르                 | CAF          | 123     | 2000년 4월 23일  | 2014년 6월 19일  |
| 184  | 알라 압둘자흐라            | 이라크                       | AFC          | 122     | 2007년 6월 8일   | 2021년 11월 11일 |
| 184  | 크리스티안 에릭센          | 덴마크                       | UEFA         | 122     | 2010년 3월 3일   | 2023년 6월 19일  |
| 184  | 하리스 하룬                | 싱가포르                     | AFC          | 122     | 2007년 6월 24일  | 2023년 6월 18일  |
| 184  | 즐라탄 이브라히모비치      | 스웨덴                       | UEFA         | 122     | 2001년 1월 31일  | 2023년 3월 24일  |
| 184  | 이하라 마사미              | 일본                         | AFC          | 122     | 1988년 1월 27일  | 1999년 7월 5일   |
| 184  | 고란 판데프                | 북마케도니아                 | UEFA         | 122     | 2001년 6월 6일   | 2021년 6월 21일  |
| 184  | 요시마르 요툰              | 페루                         | CONMEBOL     | 122     | 2011년 2월 8일   | 2023년 6월 20일  |
| 191  | 모하메드 아브드 알자와드   | 사우디아라비아               | AFC          | 121     | 1981년 3월 8일   | 1994년 7월 3일   |
| 191  | 왈테르 아요비              | 에콰도르                     | CONMEBOL     | 121     | 2001년 6월 7일   | 2017년 3월 28일  |
| 191  | 레오나르도 보누치          | 이탈리아                     | UEFA         | 121     | 2010년 3월 3일   | 2023년 6월 15일  |
| 191  | 앙투안 그리즈만            | 프랑스                       | UEFA         | 121     | 2014년 3월 5일   | 2023년 6월 19일  |
| 191  | 아이데 아스칸다르          | 싱가포르                     | AFC          | 121     | 1995년 2월 21일  | 2007년 9월 12일  |
| 191  | 토마스 뮐러                | 독일                         | UEFA         | 121     | 2010년 3월 3일   | 2022년 12월 1일  |
| 191  | 페테르 슈마이켈            | 덴마크                       | UEFA         | 121     | 1988년 5월 10일  | 2001년 4월 25일  |
| 191  | 바스티안 슈바인슈타이거    | 독일                         | UEFA         | 121     | 2004년 6월 6일   | 2016년 8월 31일  |
| 191  | 마르시오 비에이라          | 안도라                       | UEFA         | 121     | 2005년 10월 12일 | 2023년 6월 19일  |
| 200  | 길버트 아기우스            | 몰타                         | UEFA         | 120     | 1993년 11월 7일  | 2009년 11월 18일 |
| 200  | 아르만도 쿠페르            | 파나마                       | CONCACAF     | 120     | 2006년 10월 7일  | 2022년 2월 2일   |
| 200  | 팀 하워드                  | 미국                         | CONCACAF     | 120     | 2002년 3월 10일  | 2017년 10월 10일 |
| 200  | 수바이트 카테르            | 아랍에미리트                 | AFC          | 120     | 1999년 8월 20일  | 2011년 11월 15일 |
| 200  | 블라스 페레스              | 파나마                       | CONCACAF     | 120     | 2001년 3월 14일  | 2018년 6월 24일  |
| 200  | 마르트 폼                  | 에스토니아                   | UEFA         | 120     | 1992년 6월 3일   | 2009년 6월 10일  |
| 200  | 뤼슈튀 레치베르            | 튀르키예                     | UEFA         | 120     | 1994년 10월 12일 | 2012년 5월 26일  |
| 200  | 웨인 루니                  | 잉글랜드                     | UEFA         | 120     | 2003년 2월 12일  | 2018년 11월 15일 |
| 200  | 콜로 투레                  | 코트디부아르                 | CAF          | 120     | 2000년 7월 2일   | 2015년 2월 8일   |
| 200  | 후스토 비야르              | 파라과이                     | CONMEBOL     | 120     | 1999년 3월 3일   | 2018년 6월 12일  |
| 200  | 유상철                     | 대한민국                     | AFC          | 120     | 1994년 9월 11일  | 2005년 6월 3일   |
| 211  | 콰우테모크 블랑코          | 멕시코                       | CONCACAF     | 119     | 1995년 2월 1일   | 2014년 5월 28일  |
| 211  | 데이비드 카라보트          | 몰타                         | UEFA         | 119     | 1987년 11월 15일 | 2005년 2월 9일   |
| 211  | 팻 제닝스                  | 북아일랜드                   | UEFA         | 119     | 1964년 4월 15일  | 1986년 6월 12일  |
| 211  | 케네디 음위네              | 잠비아                       | CAF          | 119     | 2004년 5월 22일  | 2021년 7월 14일  |
| 211  | 오카자키 신지              | 일본                         | AFC          | 119     | 2008년 10월 9일  | 2019년 6월 24일  |
| 211  | 페테르 페카리크            | 슬로바키아                   | UEFA         | 119     | 2006년 12월 10일 | 2023년 6월 20일  |
| 211  | 라몬 라미레스              | 멕시코                       | CONCACAF     | 119     | 1991년 12월 4일  | 2000년 11월 15일 |
| 211  | 오다이 알사이피            | 요르단                       | AFC          | 119     | 2007년 6월 18일  | 2023년 3월 28일  |
| 211  | 테오도로스 자고라키스      | 그리스                       | UEFA         | 119     | 1994년 9월 7일   | 2007년 8월 22일  |
| 220  | 카림 부디아프              | 카타르                       | AFC          | 118     | 2013년 12월 21일 | 2022년 11월 29일 |
| 220  | 사뮈엘 에토                | 카메룬                       | CAF          | 118     | 1997년 3월 9일   | 2014년 6월 13일  |
| 220  | 제레미                     | 카메룬                       | CAF          | 118     | 1996년 10월 6일  | 2010년 6월 24일  |
| 220  | 하인츠 헤르만              | 스위스                       | UEFA         | 118     | 1978년 9월 6일   | 1991년 11월 13일 |
| 220  | 존 오셰이                  | 아일랜드                     | UEFA         | 118     | 2001년 8월 15일  | 2018년 6월 2일   |
| 220  | 카렐 포보르스키            | 체코                         | UEFA         | 118     | 1994년 2월 23일  | 2006년 6월 22일  |
| 220  | 리명국                     | 북한                         | AFC          | 118     | 2007년 6월 24일  | 2019년 1월 17일  |
| 220  | 모함메드 알샬후브          | 사우디아라비아               | AFC          | 118     | 2000년 5월 21일  | 2018년 2월 28일  |
| 220  | 로만 토레스                | 파나마                       | CONCACAF     | 118     | 2005년 7월 17일  | 2019년 11월 15일 |
| 220  | 탈랄 유세프                | 바레인                       | AFC          | 118     | 1996년 6월 3일   | 2009년 1월 7일   |
| 230  | 후사인 알리                | 바레인                       | AFC          | 117     | 1998년 10월 3일  | 2013년 11월 9일  |
| 230  | 조르조 키엘리니            | 이탈리아                     | UEFA         | 117     | 2004년 11월 17일 | 2022년 6월 1일   |
| 230  | 다니엘레 데 로시           | 이탈리아                     | UEFA         | 117     | 2004년 9월 4일   | 2017년 11월 10일 |
| 230  | 티무르 카파제              | 우즈베키스탄                 | AFC          | 117     | 2002년 5월 14일  | 2015년 1월 22일  |
| 230  | 김호곤                     | 대한민국                     | AFC          | 117     | 1971년 11월 14일 | 1979년 3월 4일   |
| 230  | 올로프 멜베리              | 스웨덴                       | UEFA         | 117     | 2000년 2월 23일  | 2012년 6월 19일  |
| 230  | 마누엘 노이어              | 독일                         | UEFA         | 117     | 2009년 6월 2일   | 2022년 12월 1일  |
| 237  | 마제드 압둘라              | 사우디아라비아               | AFC          | 116     | 1978년 12월 9일  | 1994년 6월 29일  |
| 237  | 자이날 아비딘 하산         | 말레이시아                   | AFC          | 116     | 1980년 11월 11일 | 1997년 10월 14일 |
| 237  | 마르틴 카세레스            | 우루과이                     | CONMEBOL     | 116     | 2007년 9월 12일  | 2022년 11월 24일 |
| 237  | 마르셀 드사이              | 프랑스                       | UEFA         | 116     | 1993년 8월 22일  | 2004년 6월 17일  |
| 237  | 잘랄 호세이니              | 이란                         | AFC          | 116     | 2007년 2월 7일   | 2018년 5월 18일  |
| 237  | 아흐메드 이브라힘 칼라프   | 이라크                       | AFC          | 116     | 2010년 11월 11일 | 2022년 9월 26일  |
| 237  | 아흐메드 자밀              | 사우디아라비아               | AFC          | 116     | 1986년 2월 25일  | 1998년 5월 4일   |
| 237  | 코스타스 카추라니스        | 그리스                       | UEFA         | 116     | 2003년 8월 20일  | 2015년 6월 16일  |
| 237  | 가와구치 요시카쓰          | 일본                         | AFC          | 116     | 1997년 3월 15일  | 2008년 11월 19일 |
| 237  | 나와프 알칼디              | 쿠웨이트                     | AFC          | 116     | 2000년 2월 18일  | 2014년 11월 20일 |
| 237  | 사드 알무카이니            | 오만                         | AFC          | 116     | 2006년 11월 8일  | 2019년 12월 2일  |
| 237  | 롤란드 닐손                | 스웨덴                       | UEFA         | 116     | 1986년 5월 1일   | 2000년 10월 11일 |
| 237  | 안드레아 피를로            | 이탈리아                     | UEFA         | 116     | 2002년 9월 7일   | 2015년 9월 3일   |
| 237  | 시어도어 휘트모어          | 자메이카                     | CONCACAF     | 116     | 1993년 11월 7일  | 2004년 11월 17일 |
| 251  | 로베르토 아얄라            | 아르헨티나                   | CONMEBOL     | 115     | 1994년 11월 16일 | 2007년 7월 15일  |
| 251  | 데이비드 베컴              | 잉글랜드                     | UEFA         | 115     | 1996년 9월 1일   | 2009년 9월 14일  |
| 251  | 후안 콰드라도              | 콜롬비아                     | CONMEBOL     | 115     | 2010년 9월 3일   | 2023년 6월 20일  |
| 251  | 압달라 디브                | 요르단                       | AFC          | 115     | 2007년 9월 7일   | 2016년 11월 15일 |
| 251  | 이스마일 알함마디          | 아랍에미리트                 | AFC          | 115     | 2007년 9월 23일  | 2019년 12월 2일  |
| 251  | 압둘라힘 주마              | 아랍에미리트                 | AFC          | 115     | 1998년 11월 25일 | 2009년 4월 1일   |
| 251  | 곤살로 하라                | 칠레                         | CONMEBOL     | 115     | 2006년 4월 25일  | 2019년 7월 6일   |
| 251  | 찬드란 무트비란            | 말레이시아                   | AFC          | 115     | 1965년 8월 14일  | 1974년 9월 15일  |
| 251  | 누레딘 나이베트            | 모로코                       | CAF          | 115     | 1990년 8월 9일   | 2006년 1월 28일  |
| 251  | 게오르게 포페스쿠          | 루마니아                     | UEFA         | 115     | 1988년 9월 20일  | 2003년 3월 29일  |
| 251  | 안드레이스 루빈스          | 라트비아                     | UEFA         | 115     | 1998년 11월 10일 | 2011년 10월 11일 |
| 251  | 슌무감 수브라마니          | 싱가포르                     | AFC          | 115     | 1996년 6월 27일  | 2007년 2월 4일   |
| 251  | 그라니트 자카              | 스위스                       | UEFA         | 115     | 2011년 6월 4일   | 2023년 6월 19일  |
| 251  | 안드리 야르몰렌코          | 우크라이나                   | UEFA         | 115     | 2009년 9월 5일   | 2023년 6월 19일  |
| 265  | 조지 앨티도어              | 미국                         | CONCACAF     | 114     | 2007년 11월 17일 | 2019년 7월 7일   |
| 265  | 샤비 알론소                | 스페인                       | UEFA         | 114     | 2003년 4월 30일  | 2014년 6월 23일  |
| 265  | 앙드레 아유                | 가나                         | CAF          | 114     | 2007년 8월 21일  | 2023년 6월 18일  |
| 265  | 사예드 디야 사이드         | 바레인                       | AFC          | 114     | 2011년 2월 14일  | 2023년 3월 25일  |
| 265  | 라시드 알도사리            | 바레인                       | AFC          | 114     | 1998년 9월 13일  | 2008년 12월 23일 |
| 265  | 앵거스 이브                | 트리니다드 토바고            | CONCACAF     | 114     | 1994년 4월 12일  | 2005년 7월 12일  |
| 265  | 스티븐 제라드              | 잉글랜드                     | UEFA         | 114     | 2000년 5월 31일  | 2014년 6월 24일  |
| 265  | 하세베 마코토              | 일본                         | AFC          | 114     | 2006년 2월 10일  | 2018년 7월 2일   |
| 265  | 드미트리 크루글로프        | 에스토니아                   | UEFA         | 114     | 2004년 10월 13일 | 2019년 3월 26일  |
| 265  | 빌랄 모하메드              | 카타르                       | AFC          | 114     | 2003년 9월 4일   | 2014년 12월 31일 |
| 265  | 칼레드 알무왈리드          | 사우디아라비아               | AFC          | 114     | 1988년 2월 17일  | 1998년 6월 18일  |
| 265  | 비에른 노르드크비스트      | 스웨덴                       | UEFA         | 114     | 1963년 5월 4일   | 1978년 10월 4일  |
| 265  | 라이오 피로야              | 에스토니아                   | UEFA         | 114     | 1998년 11월 21일 | 2015년 3월 31일  |
| 265  | 스티페 플레티코사          | 크로아티아                   | UEFA         | 114     | 1999년 2월 10일  | 2014년 6월 23일  |
| 265  | 웨삼 리지크                | 카타르                       | AFC          | 114     | 2001년 10월 18일 | 2014년 11월 13일 |
| 265  | 제르단 샤키리              | 스위스                       | UEFA         | 114     | 2010년 3월 3일   | 2023년 6월 19일  |
| 265  | 크리스텐 비크마에          | 에스토니아                   | UEFA         | 114     | 1997년 1월 28일  | 2013년 6월 3일   |
| 282  | 나샤트 아크람              | 이집트                       | CAF          | 113     | 2001년 10월 5일  | 2013년 6월 4일   |
| 282  | 비르키르 비아르드나손      | 아이슬란드                   | UEFA         | 113     | 2010년 10월 29일 | 2022년 11월 16일 |
| 282  | 아흐메드 알도키            | 사우디아라비아               | AFC          | 113     | 1997년 3월 2일   | 2006년 11월 15일 |
| 282  | 필리프 람                  | 독일                         | UEFA         | 113     | 2004년 2월 18일  | 2014년 7월 13일  |
| 282  | 주리스 라이잔스            | 라트비아                     | UEFA         | 113     | 1998년 2월 6일   | 2013년 11월 15일 |
| 282  | 압둘라 알마르주키          | 바레인                       | AFC          | 113     | 2001년 2월 3일   | 2013년 1월 15일  |
| 282  | 빅토르 오놉코              | 독립 국가 연합 · 러시아      | UEFA         | 113     | 1992년 4월 29일  | 2004년 8월 18일  |
| 282  | 러즈반 라츠                | 루마니아                     | UEFA         | 113     | 2002년 2월 13일  | 2016년 6월 15일  |
| 282  | 알리 레헤마                | 이라크                       | AFC          | 113     | 2005년 6월 8일   | 2016년 3월 29일  |
| 282  | 인드라 사흐단 다우드       | 싱가포르                     | AFC          | 113     | 1997년 4월 26일  | 2013년 9월 10일  |
| 282  | 치아구 시우바              | 브라질                       | CONMEBOL     | 113     | 2008년 10월 12일 | 2022년 12월 9일  |
| 282  | 마르틴 스토클라사          | 리히텐슈타인                 | UEFA         | 113     | 1996년 8월 31일  | 2014년 3월 5일   |
| 294  | 자라흐 알 아티키           | 쿠웨이트                     | AFC          | 112     | 2001년 8월 3일   | 2013년 11월 19일 |
| 294  | 주하이르 바키트            | 아랍에미리트                 | AFC          | 112     | 1988년 1월 23일  | 2002년 12월 16일 |
| 294  | 프란츠 부르크마이어        | 리히텐슈타인                 | UEFA         | 112     | 2001년 9월 5일   | 2018년 3월 25일  |
| 294  | 프랑크 더 부르             | 네덜란드                     | UEFA         | 112     | 1990년 9월 26일  | 2004년 6월 26일  |
| 294  | 디에고 포를란              | 우루과이                     | CONMEBOL     | 112     | 2002년 3월 27일  | 2014년 6월 28일  |
| 294  | 알랭 가이거                | 스위스                       | UEFA         | 112     | 1980년 11월 19일 | 1996년 6월 8일   |
| 294  | 에런 휴스                  | 북아일랜드                   | UEFA         | 112     | 1998년 3월 24일  | 2018년 6월 3일   |
| 294  | 기성용                     | 대한민국                     | AFC          | 112     | 2008년 9월 5일   | 2019년 1월 7일   |
| 294  | 리웨이펑                   | 중화인민공화국               | AFC          | 112     | 1998년 11월 22일 | 2011년 11월 15일 |
| 294  | 예니에르 마르케스          | 쿠바                         | CONCACAF     | 112     | 2000년 5월 7일   | 2015년 7월 15일  |
| 294  | 에디손 멘데스              | 에콰도르                     | CONMEBOL     | 112     | 2000년 3월 8일   | 2014년 6월 20일  |
| 294  | 하와르 물라 모함메드       | 이라크                       | AFC          | 112     | 2001년 8월 31일  | 2012년 6월 12일  |
| 294  | 나니                       | 포르투갈                     | UEFA         | 112     | 2006년 9월 1일   | 2017년 7월 2일   |
| 294  | 디디에 오보노              | 가봉                         | CAF          | 112     | 2003년 3월 29일  | 2019년 3월 23일  |
| 294  | 테무 푸키                  | 핀란드                       | UEFA         | 112     | 2009년 2월 4일   | 2023년 6월 19일  |
| 294  | 야세르 알카타니            | 사우디아라비아               | AFC          | 112     | 2002년 12월 17일 | 2013년 1월 12일  |
| 294  | 로케 산타 크루스           | 파라과이                     | CONMEBOL     | 112     | 1999년 4월 28일  | 2016년 11월 10일 |
| 294  | 압델자헤르 엘사카          | 이집트                       | CAF          | 112     | 1997년 6월 8일   | 2010년 1월 20일  |
| 294  | 하칸 쉬퀴르                | 튀르키예                     | UEFA         | 112     | 1992년 3월 25일  | 2007년 10월 17일 |
| 294  | 욘 달 토마손               | 덴마크                       | UEFA         | 112     | 1997년 3월 29일  | 2010년 6월 24일  |
| 294  | 디노 초프                  | 이탈리아                     | UEFA         | 112     | 1968년 4월 20일  | 1983년 5월 29일  |
| 315  | 이고르 아킨페예프          | 러시아                       | UEFA         | 111     | 2004년 4월 27일  | 2018년 7월 7일   |
| 315  | 하템 아켈                  | 요르단                       | AFC          | 111     | 1998년 9월 26일  | 2014년 1월 7일   |
| 315  | 가레스 베일                | 웨일스                       | UEFA         | 111     | 2006년 5월 27일  | 2022년 11월 29일 |
| 315  | 롤란도 폰세카              | 코스타리카                   | CONCACAF     | 111     | 1992년 5월 27일  | 2011년 3월 26일  |
| 315  | 와엘 고마                  | 이집트                       | CAF          | 111     | 2001년 4월 26일  | 2013년 10월 15일 |
| 315  | 압둘살렘 주마              | 아랍에미리트                 | AFC          | 111     | 1997년 3월 18일  | 2010년 1월 6일   |
| 315  | 오델린 몰리나              | 쿠바                         | CONCACAF     | 111     | 1996년 5월 12일  | 2013년 7월 20일  |
| 315  | 클라우디오 레이나          | 미국                         | CONCACAF     | 111     | 1994년 1월 15일  | 2006년 6월 22일  |
| 315  | 안드리 셰우첸코            | 우크라이나                   | UEFA         | 111     | 1995년 3월 25일  | 2012년 6월 19일  |
| 315  | 손흥민                     | 대한민국                     | AFC          | 111     | 2010년 12월 30일 | 2023년 6월 20일  |
| 315  | 카를로스 발데라마          | 콜롬비아                     | CONMEBOL     | 111     | 1985년 10월 27일 | 1998년 6월 26일  |
| 326  | 루이스 아드빈쿨라          | 페루                         | CONMEBOL     | 110     | 2010년 9월 4일   | 2023년 3월 28일  |
| 326  | 프랑수아 아메가스          | 가봉                         | CAF          | 110     | 1984년 11월 13일 | 2000년 1월 29일  |
| 326  | 카르멜 부수틸              | 몰타                         | UEFA         | 110     | 1982년 6월 5일   | 2001년 4월 25일  |
| 326  | 폴 칼리주리                | 미국                         | CONCACAF     | 110     | 1984년 10월 9일  | 1997년 11월 16일 |
| 326  | 페르난두 코투              | 포르투갈                     | UEFA         | 110     | 1990년 12월 19일 | 2004년 6월 30일  |
| 326  | 세스크 파브레가스          | 스페인                       | UEFA         | 110     | 2006년 3월 1일   | 2016년 6월 27일  |
| 326  | 카를로스 가마라            | 파라과이                     | CONMEBOL     | 110     | 1993년 3월 3일   | 2006년 10월 7일  |
| 326  | 압둘아지즈 하팀            | 카타르                       | AFC          | 110     | 2009년 12월 30일 | 2022년 11월 29일 |
| 326  | 마흐디 카림                | 이라크                       | AFC          | 110     | 2001년 10월 12일 | 2018년 2월 28일  |
| 326  | 케빈 킬베인                | 아일랜드                     | UEFA         | 110     | 1997년 9월 6일   | 2011년 6월 4일   |
| 326  | 메흐디 마다비키아          | 이란                         | AFC          | 110     | 1996년 12월 7일  | 2009년 6월 17일  |
| 326  | 임란 모하메드              | 몰디브                       | AFC          | 110     | 2000년 2월 15일  | 2016년 10월 11일 |
| 326  | 나카자와 유지              | 일본                         | AFC          | 110     | 1999년 9월 8일   | 2010년 9월 4일   |
| 326  | 미랄렘 퍄니치              | 보스니아 헤르체고비나        | UEFA         | 110     | 2008년 8월 20일  | 2023년 6월 20일  |
| 326  | 욘 아르네 리세             | 노르웨이                     | UEFA         | 110     | 2000년 1월 31일  | 2013년 3월 22일  |
| 326  | 크리스티안 로드리게스      | 우루과이                     | CONMEBOL     | 110     | 2003년 10월 14일 | 2018년 7월 6일   |
| 326  | 알바로 사보리오            | 코스타리카                   | CONCACAF     | 110     | 2002년 10월 1일  | 2021년 10월 13일 |
| 326  | 토츠타완 스리판            | 태국                         | AFC          | 110     | 1993년 2월 16일  | 2009년 3월 28일  |
| 326  | 페르난도 토레스            | 스페인                       | UEFA         | 110     | 2003년 9월 6일   | 2014년 6월 23일  |
| 345  | 니클라스 알렉산데르손      | 스웨덴                       | UEFA         | 109     | 1993년 11월 10일 | 2008년 6월 10일  |
| 345  | 알베르토 가르시아 아스페   | 멕시코                       | CONCACAF     | 109     | 1988년 4월 26일  | 2002년 6월 17일  |
| 345  | 장 보세주르                | 칠레                         | CONMEBOL     | 109     | 2004년 2월 19일  | 2020년 11월 17일 |
| 345  | 야쿠프 브와슈치코프스키    | 폴란드                       | UEFA         | 109     | 2006년 3월 26일  | 2023년 6월 16일  |
| 345  | 주자크 벌라주              | 헝가리                       | UEFA         | 109     | 2007년 6월 2일   | 2022년 11월 20일 |
| 345  | 가오린                     | 중화인민공화국               | AFC          | 109     | 2005년 7월 31일  | 2019년 1월 24일  |
| 345  | 파올로 게레로              | 페루                         | CONMEBOL     | 109     | 2004년 10월 9일  | 2023년 6월 20일  |
| 345  | 크리스 건터                | 웨일스                       | UEFA         | 109     | 2007년 5월 26일  | 2022년 6월 14일  |
| 345  | 아사모아 잔                | 가나                         | CAF          | 109     | 2003년 11월 16일 | 2019년 7월 8일   |
| 345  | 하비에르 에르난데스        | 멕시코                       | CONCACAF     | 109     | 2009년 9월 30일  | 2019년 9월 6일   |
| 345  | 하산 마투크                | 레바논                       | AFC          | 109     | 2006년 1월 27일  | 2023년 7월 1일   |
| 345  | 알리 맙쿠트                | 아랍에미리트                 | AFC          | 109     | 2009년 11월 15일 | 2022년 11월 16일 |
| 345  | 드리스 메르턴스            | 벨기에                       | UEFA         | 109     | 2011년 2월 9일   | 2022년 12월 1일  |
| 345  | 케일러 나바스              | 코스타리카                   | CONCACAF     | 109     | 2008년 10월 11일 | 2022년 12월 1일  |
| 345  | 호세 마누엘 레이           | 베네수엘라                   | CONMEBOL     | 109     | 1997년 6월 8일   | 2011년 10월 7일  |
| 345  | 마크 슈워처                | 오스트레일리아               | OFC / AFC[1] | 109     | 1993년 7월 31일  | 2013년 9월 7일   |
| 345  | 노하이르 알샴마리          | 쿠웨이트                     | AFC          | 109     | 1996년 3월 16일  | 2009년 1월 14일  |
| 345  | 마우리시오 솔리스          | 코스타리카                   | CONCACAF     | 109     | 1993년 9월 23일  | 2006년 6월 20일  |
| 345  | 와엘 술라이만              | 쿠웨이트                     | AFC          | 109     | 1986년 10월 1일  | 1998년 12월 27일 |
| 345  | 라파엘 판 데르파르트       | 네덜란드                     | UEFA         | 109     | 2001년 10월 6일  | 2013년 11월 19일 |
| 365  | 알렉스 아기나가            | 에콰도르                     | CONMEBOL     | 108     | 1987년 3월 5일   | 2004년 7월 13일  |
| 365  | 오딜 아흐메도프            | 우즈베키스탄                 | AFC          | 108     | 2007년 10월 13일 | 2021년 6월 15일  |
| 365  | 마르코 아르나우토비치      | 오스트리아                   | UEFA         | 108     | 2008년 10월 11일 | 2023년 6월 20일  |
| 365  | 사푸완 바하루딘            | 싱가포르                     | AFC          | 108     | 2010년 1월 17일  | 2022년 6월 11일  |
| 365  | 카를로스 보카네그라        | 미국                         | CONCACAF     | 108     | 2001년 12월 9일  | 2012년 11월 14일 |
| 365  | 팀 케이힐                  | 오스트레일리아               | OFC / AFC[1] | 108     | 2004년 3월 30일  | 2018년 11월 20일 |
| 365  | 리카도 가드너              | 자메이카                     | CONCACAF     | 108     | 1997년 2월 12일  | 2012년 12월 12일 |
| 365  | 토마스 헬베그              | 덴마크                       | UEFA         | 108     | 1994년 4월 20일  | 2007년 10월 17일 |
| 365  | 웨인 헤네시                | 웨일스                       | UEFA         | 108     | 2007년 5월 26일  | 2022년 11월 25일 |
| 365  | 스턴 존                    | 트리니다드 토바고            | CONCACAF     | 108     | 1995년 2월 15일  | 2011년 11월 11일 |
| 365  | 위르겐 클린스만            | 서독 · 독일                  | UEFA         | 108     | 1987년 12월 12일 | 1998년 7월 4일   |
| 365  | 슈테판 리히트슈타이너      | 스위스                       | UEFA         | 108     | 2006년 11월 15일 | 2019년 11월 15일 |
| 365  | 로멜루 루카쿠              | 벨기에                       | UEFA         | 108     | 2010년 3월 3일   | 2023년 6월 20일  |
| 365  | 아흐메드 무사              | 나이지리아                   | CAF          | 108     | 2010년 9월 5일   | 2023년 3월 27일  |
| 365  | 모함메드 알무살라미        | 오만                         | AFC          | 108     | 2010년 9월 21일  | 2023년 1월 19일  |
| 365  | 마르크 푸욜                | 안도라                       | UEFA         | 108     | 2000년 2월 6일   | 2023년 6월 19일  |
| 365  | 리카르도 로드리게스        | 스위스                       | UEFA         | 108     | 2011년 10월 7일  | 2023년 6월 19일  |
| 365  | 래샤트 사드고프            | 아제르바이잔                 | UEFA         | 108     | 2001년 10월 7일  | 2017년 10월 5일  |
| 365  | 마헤르 알사예드            | 시리아                       | AFC          | 108     | 1998년 10월 17일 | 2013년 3월 26일  |
| 365  | 필 영허즈번드              | 필리핀                       | AFC          | 108     | 2006년 11월 11일 | 2019년 1월 16일  |
| 365  | 정즈                       | 중화인민공화국               | AFC          | 108     | 2002년 12월 7일  | 2019년 11월 14일 |
| 365  | 지네딘 지단                | 프랑스                       | UEFA         | 108     | 1994년 8월 17일  | 2006년 7월 9일   |
| 387  | 애슐리 콜                  | 잉글랜드                     | UEFA         | 107     | 2001년 3월 28일  | 2014년 3월 5일   |
| 387  | 함자 알다르두르            | 요르단                       | AFC          | 107     | 2011년 1월 2일   | 2023년 6월 19일  |
| 387  | 아흐메드 엘카스            | 이집트                       | CAF          | 107     | 1987년 4월 4일   | 1997년 4월 6일   |
| 387  | 미로슬라우 카르한          | 슬로바키아                   | UEFA         | 107     | 1995년 9월 6일   | 2011년 10월 7일  |
| 387  | 키라이 가보르              | 헝가리                       | UEFA         | 107     | 1998년 3월 25일  | 2016년 11월 15일 |
| 387  | 헨리크 라르손              | 스웨덴                       | UEFA         | 107     | 1993년 10월 13일 | 2009년 10월 10일 |
| 387  | 에런 모코에나              | 남아프리카 공화국            | CAF          | 107     | 1999년 2월 20일  | 2010년 10월 10일 |
| 387  | 보비 무어                  | 잉글랜드                     | UEFA         | 107     | 1962년 5월 20일  | 1973년 11월 14일 |
| 387  | 자말 무바라크              | 쿠웨이트                     | AFC          | 107     | 1994년 11월 13일 | 2006년 10월 11일 |
| 387  | 무신 무사바흐              | 아랍에미리트                 | AFC          | 107     | 1985년 4월 12일  | 1999년 8월 27일  |
| 387  | 후이 파트리시우            | 포르투갈                     | UEFA         | 107     | 2010년 11월 17일 | 2023년 3월 26일  |
| 387  | 프란시스코 로드리게스      | 멕시코                       | CONCACAF     | 107     | 2004년 2월 18일  | 2015년 7월 26일  |
| 387  | 파트리크 비에라            | 프랑스                       | UEFA         | 107     | 1997년 2월 26일  | 2009년 6월 2일   |
| 400  | 왈리드 아바스              | 아랍에미리트                 | AFC          | 106     | 2008년 12월 27일 | 2023년 1월 13일  |
| 400  | 알렉산드르 드리트리예프    | 에스토니아                   | UEFA         | 106     | 2004년 2월 18일  | 2018년 3월 27일  |
| 400  | 조바니 도스 산토스         | 멕시코                       | CONCACAF     | 106     | 2007년 9월 9일   | 2018년 6월 23일  |
| 400  | 판즈이                     | 중화인민공화국               | AFC          | 106     | 1992년 8월 22일  | 2002년 6월 4일   |
| 400  | 하오하이둥                 | 중화인민공화국               | AFC          | 106     | 1992년 8월 22일  | 2004년 11월 17일 |
| 400  | 에밀리오 이사기레          | 온두라스                     | CONCACAF     | 106     | 2007년 1월 26일  | 2020년 10월 11일 |
| 400  | 부알렘 쿠키                | 카타르                       | AFC          | 106     | 2013년 12월 21일 | 2022년 11월 29일 |
| 400  | 토니 크로스                | 독일                         | UEFA         | 106     | 2010년 3월 3일   | 2021년 6월 29일  |
| 400  | 프랭크 램파드              | 잉글랜드                     | UEFA         | 106     | 1999년 10월 10일 | 2014년 6월 24일  |
| 400  | 요엘 린드페레              | 에스토니아                   | UEFA         | 106     | 1999년 11월 1일  | 2016년 6월 1일   |
| 400  | 조셉 무손다                | 잠비아                       | CAF          | 106     | 2002년 7월 6일   | 2014년 6월 6일   |
| 400  | 하루나 니욘지마            | 르완다                       | CAF          | 106     | 2006년 11월 27일 | 2022년 9월 3일   |
| 400  | 이반 라키티치              | 크로아티아                   | UEFA         | 106     | 2007년 9월 8일   | 2019년 10월 13일 |
| 400  | 기예르모 라미레스          | 과테말라                     | CONCACAF     | 106     | 1997년 4월 16일  | 2012년 5월 25일  |
| 400  | 디에고 시메오네            | 아르헨티나                   | CONMEBOL     | 106     | 1988년 7월 14일  | 2002년 6월 7일   |
| 400  | 오스카르 소네히            | 안도라                       | UEFA         | 106     | 1997년 6월 22일  | 2015년 11월 12일 |
| 400  | 루이스 테하다              | 파나마                       | CONCACAF     | 106     | 2001년 8월 5일   | 2018년 6월 28일  |
| 400  | 지오바니 판 브롱크호르스트 | 네덜란드                     | UEFA         | 106     | 1996년 8월 31일  | 2010년 7월 11일  |
| 400  | 에두아르도 바르가스        | 칠레                         | CONMEBOL     | 106     | 2009년 11월 4일  | 2022년 3월 24일  |
| 400  | 에릭 위날다                | 미국                         | CONCACAF     | 106     | 1990년 2월 2일   | 2000년 2월 19일  |
| 400  | 세르게이 제뇨프            | 에스토니아                   | UEFA         | 106     | 2008년 8월 20일  | 2023년 3월 27일  |
| 421  | 이만츠 블레이델리스        | 라트비아                     | UEFA         | 105     | 1995년 5월 19일  | 2007년 11월 21일 |
| 421  | 보비 찰턴                  | 잉글랜드                     | UEFA         | 105     | 1958년 4월 19일  | 1970년 6월 14일  |
| 421  | 카미스 알도사리            | 사우디아라비아               | AFC          | 105     | 1994년 10월 1일  | 2004년 12월 17일 |
| 421  | 디디에 드로그바            | 코트디부아르                 | CAF          | 105     | 2002년 9월 8일   | 2014년 6월 24일  |
| 421  | 사미 휘피애                | 핀란드                       | UEFA         | 105     | 1992년 11월 7일  | 2010년 10월 12일 |
| 421  | 브라니슬라브 이바노비치    | 세르비아 몬테네그로 세르비아 | UEFA         | 105     | 2005년 6월 8일   | 2018년 6월 22일  |
| 421  | 라디 자이디                | 튀니지                       | CAF          | 105     | 1996년 6월 2일   | 2009년 6월 6일   |
| 421  | 요나탄 요한손              | 핀란드                       | UEFA         | 105     | 1996년 3월 16일  | 2010년 9월 7일   |
| 421  | 압둘 카디르                | 인도네시아                   | AFC          | 105     | 1967년 8월 11일  | 1979년 1월 16일  |
| 421  | 위르겐 콜러                | 서독 · 독일                  | UEFA         | 105     | 1986년 9월 24일  | 1998년 7월 4일   |
| 421  | 루시우                     | 브라질                       | CONMEBOL     | 105     | 2000년 11월 15일 | 2011년 9월 5일   |
| 421  | 사예드 무함마드 아드난     | 바레인                       | AFC          | 105     | 2004년 3월 21일  | 2016년 11월 15일 |
| 421  | 유세프 나세르              | 쿠웨이트                     | AFC          | 105     | 2009년 5월 31일  | 2022년 6월 14일  |
| 421  | 이그나티 네스테로프        | 우즈베키스탄                 | AFC          | 105     | 2002년 8월 21일  | 2019년 1월 21일  |
| 421  | 스틸리얀 페트로프          | 불가리아                     | UEFA         | 105     | 1998년 12월 23일 | 2011년 10월 11일 |
| 421  | 토마시 로시츠키            | 체코                         | UEFA         | 105     | 2000년 2월 23일  | 2016년 6월 17일  |
| 421  | 요시프 시무니치            | 크로아티아                   | UEFA         | 105     | 2001년 11월 10일 | 2013년 11월 19일 |
| 421  | 하산 수니                  | 싱가포르                     | AFC          | 105     | 2004년 2월 18일  | 2023년 6월 16일  |
| 421  | 유리 지르코프              | 러시아                       | UEFA         | 105     | 2005년 2월 9일   | 2021년 6월 12일  |
| 440  | 파하드 알 안사리           | 쿠웨이트                     | AFC          | 104     | 2009년 1월 20일  | 2022년 6월 6일   |
| 440  | 아나스 바니 야신           | 요르단                       | AFC          | 104     | 2008년 8월 13일  | 2022년 9월 23일  |
| 440  | 구스타보 카브레라          | 과테말라                     | CONCACAF     | 104     | 2000년 5월 19일  | 2012년 4월 25일  |
| 440  | 엑토르 춤피타스            | 페루                         | CONMEBOL     | 104     | 1965년 4월 3일   | 1981년 9월 6일   |
| 440  | 라다멜 팔카오              | 콜롬비아                     | CONMEBOL     | 104     | 2007년 2월 7일   | 2023년 3월 28일  |
| 440  | 엑토르 에레라              | 멕시코                       | CONCACAF     | 104     | 2012년 10월 16일 | 2022년 11월 26일 |
| 440  | 구람 카시아                | 조지아                       | UEFA         | 104     | 2009년 4월 1일   | 2023년 6월 20일  |
| 440  | 아흐메드 칼릴              | 아랍에미리트                 | AFC          | 104     | 2008년 2월 6일   | 2019년 11월 29일 |
| 440  | 김태영                     | 대한민국                     | AFC          | 104     | 1992년 10월 21일 | 2004년 7월 19일  |
| 440  | 디르크 카윗                | 네덜란드                     | UEFA         | 104     | 2004년 9월 3일   | 2014년 9월 4일   |
| 440  | 이동국                     | 대한민국                     | AFC          | 104     | 1998년 5월 15일  | 2017년 9월 5일   |
| 440  | 페어 메르테자커            | 독일                         | UEFA         | 104     | 2004년 10월 9일  | 2014년 7월 13일  |
| 440  | 에라스토 은요니            | 탄자니아                     | CAF          | 104     | 2006년 11월 25일 | 2021년 11월 14일 |
| 440  | 이비차 올리치              | 크로아티아                   | UEFA         | 104     | 2002년 2월 13일  | 2015년 10월 13일 |
| 440  | 나데르 엘사예드            | 이집트                       | CAF          | 104     | 1992년 11월 20일 | 2005년 6월 19일  |
| 440  | 마르틴 슈크르텔            | 슬로바키아                   | UEFA         | 104     | 2004년 7월 9일   | 2019년 10월 13일 |
| 440  | 빌리 라이트                | 잉글랜드                     | UEFA         | 104     | 1946년 9월 28일  | 1959년 5월 28일  |
| 440  | 미하일스 젬린스키스        | 라트비아                     | UEFA         | 104     | 1992년 4월 8일   | 2005년 10월 8일  |
| 458  | 파우지 아이시              | 바레인                       | AFC          | 103     | 2004년 12월 23일 | 2016년 10월 11일 |
| 458  | 안드레이 아기우스          | 몰타                         | UEFA         | 103     | 2006년 2월 25일  | 2022년 3월 25일  |
| 458  | 프란츠 베켄바워            | 서독                         | UEFA         | 103     | 1965년 9월 26일  | 1977년 2월 23일  |
| 458  | 스테판 샤퓌자              | 스위스                       | UEFA         | 103     | 1989년 6월 21일  | 2004년 6월 17일  |
| 458  | 베드란 초를루카            | 크로아티아                   | UEFA         | 103     | 2006년 8월 16일  | 2018년 7월 11일  |
| 458  | 디디에 데샹                | 프랑스                       | UEFA         | 103     | 1989년 4월 29일  | 2000년 9월 2일   |
| 458  | 카밀 글리크                | 폴란드                       | UEFA         | 103     | 2010년 1월 20일  | 2022년 12월 4일  |
| 458  | 아흐메드 하디드            | 오만                         | AFC          | 103     | 2003년 1월 28일  | 2013년 1월 5일   |
| 458  | 안디 헤어초크              | 오스트리아                   | UEFA         | 103     | 1988년 4월 6일   | 2003년 4월 30일  |
| 458  | 모함메드 알자하니          | 사우디아라비아               | AFC          | 103     | 1994년 10월 1일  | 2002년 6월 11일  |
| 458  | 미카엘 라우드루프          | 덴마크                       | UEFA         | 103     | 1982년 6월 15일  | 1998년 7월 3일   |
| 458  | 비르키르 마우르 사이바르손 | 아이슬란드                   | UEFA         | 103     | 2007년 6월 2일   | 2021년 11월 14일 |
| 458  | 에마드 모함메드            | 이라크                       | AFC          | 103     | 2001년 1월 31일  | 2012년 5월 28일  |
| 458  | 요아니스 오카스            | 키프로스                     | UEFA         | 103     | 1997년 2월 15일  | 2011년 10월 11일 |
| 458  | 니콜라스 오타멘디          | 아르헨티나                   | CONMEBOL     | 103     | 2009년 5월 20일  | 2023년 6월 15일  |
| 458  | 야로슬라프 플라실          | 체코                         | UEFA         | 103     | 2004년 3월 31일  | 2016년 6월 21일  |
| 458  | 마리스 베르파코우스키스    | 라트비아                     | UEFA         | 103     | 1999년 6월 9일   | 2014년 5월 29일  |
| 458  | 인드레크 젤린스키          | 에스토니아                   | UEFA         | 103     | 1994년 5월 7일   | 2010년 5월 21일  |
| 476  | 파하드 아와드              | 쿠웨이트                     | AFC          | 102     | 2005년 5월 27일  | 2015년 10월 13일 |
| 476  | 워렌 바렛                  | 자메이카                     | CONCACAF     | 102     | 1990년 3월 18일  | 2000년 2월 14일  |
| 476  | 조영증                     | 대한민국                     | AFC          | 102     | 1975년 3월 19일  | 1986년 10월 5일  |
| 476  | 티보 쿠르투아              | 벨기에                       | UEFA         | 102     | 2011년 11월 15일 | 2023년 6월 17일  |
| 476  | 케니 댈글리시              | 스코틀랜드                   | UEFA         | 102     | 1971년 11월 10일 | 1986년 11월 12일 |
| 476  | 하니 알다비트              | 오만                         | AFC          | 102     | 1997년 3월 25일  | 2014년 11월 14일 |
| 476  | 조니 에번스                | 북아일랜드                   | UEFA         | 102     | 2006년 9월 6일   | 2023년 6월 19일  |
| 476  | 헤페르손 파르판            | 페루                         | CONMEBOL     | 102     | 2003년 2월 23일  | 2021년 11월 16일 |
| 476  | 애티바 허친슨              | 캐나다                       | CONCACAF     | 102     | 2003년 1월 18일  | 2023년 6월 15일  |
| 476  | 황선홍                     | 대한민국                     | AFC          | 102     | 1988년 12월 6일  | 2002년 11월 20일 |
| 476  | 안주르 이스마일로프        | 우즈베키스탄                 | AFC          | 102     | 2007년 7월 14일  | 2019년 9월 5일   |
| 476  | 마르틴 예르겐센            | 덴마크                       | UEFA         | 102     | 1998년 3월 25일  | 2011년 11월 15일 |
| 476  | 샤를 카보레                | 부르키나파소                 | CAF          | 102     | 2006년 10월 7일  | 2021년 6월 5일   |
| 476  | 조지프 캄웬도              | 말라위                       | CAF          | 102     | 2003년 8월 16일  | 2017년 4월 29일  |
| 476  | 김영권                     | 대한민국                     | AFC          | 102     | 2010년 8월 11일  | 2023년 3월 28일  |
| 476  | 뷜렌트 코르크마즈          | 튀르키예                     | UEFA         | 102     | 1990년 10월 17일 | 2005년 8월 17일  |
| 476  | 이브라힘 마지드            | 카타르                       | AFC          | 102     | 2007년 6월 25일  | 2017년 6월 13일  |
| 476  | 사보 밀로셰비치            | 세르비아 몬테네그로 세르비아 | UEFA         | 102     | 1994년 12월 23일 | 2008년 11월 19일 |
| 476  | 마리오 무트슈              | 룩셈부르크                   | UEFA         | 102     | 2005년 10월 8일  | 2019년 6월 2일   |
| 476  | 모하메드 오마르            | 아랍에미리트                 | AFC          | 102     | 1996년 8월 14일  | 2009년 1월 28일  |
| 476  | 제라르드 피케              | 스페인                       | UEFA         | 102     | 2009년 2월 11일  | 2018년 7월 1일   |
| 476  | 안드리 퍄토우              | 우크라이나                   | UEFA         | 102     | 2007년 8월 22일  | 2022년 6월 11일  |
| 476  | 라울                       | 스페인                       | UEFA         | 102     | 1996년 10월 9일  | 2006년 9월 6일   |
| 476  | 압둘와하브 알사피          | 바레인                       | AFC          | 102     | 2009년 3월 23일  | 2019년 1월 22일  |
| 476  | 데얀 스탄코비치            | 세르비아 몬테네그로 세르비아 | UEFA         | 102     | 1998년 4월 22일  | 2013년 10월 11일 |
| 476  | 스티브 스톤턴              | 아일랜드                     | UEFA         | 102     | 1988년 10월 19일 | 2002년 6월 16일  |
| 476  | 닷사콘 통라오              | 태국                         | AFC          | 102     | 2003년 2월 14일  | 2017년 10월 8일  |
| 476  | 미차엘 우마냐              | 코스타리카                   | CONCACAF     | 102     | 2004년 6월 4일   | 2017년 10월 10일 |
| 476  | 로빈 판 페르시             | 네덜란드                     | UEFA         | 102     | 2005년 6월 4일   | 2017년 8월 31일  |
| 476  | 마리오 예페스              | 콜롬비아                     | CONMEBOL     | 102     | 1999년 2월 9일   | 2014년 7월 4일   |
| 476  | 미하우 제브와코프          | 폴란드                       | UEFA         | 102     | 1999년 6월 19일  | 2011년 3월 29일  |
| 507  | 세르히오 아구에로          | 아르헨티나                   | CONMEBOL     | 101     | 2006년 9월 3일   | 2021년 7월 3일   |
| 507  | 이스마일 알아즈미          | 오만                         | AFC          | 101     | 2003년 1월 28일  | 2013년 11월 19일 |
| 507  | 데이비드 알라바            | 오스트리아                   | UEFA         | 101     | 2009년 10월 14일 | 2023년 6월 20일  |
| 507  | 레오넬 알바레스            | 콜롬비아                     | CONMEBOL     | 101     | 1985년 2월 14일  | 1997년 9월 7일   |
| 507  | 펠리페 발로이              | 파나마                       | CONCACAF     | 101     | 2001년 5월 23일  | 2018년 6월 24일  |
| 507  | 엠레 벨뢰졸루              | 튀르키예                     | UEFA         | 101     | 2000년 2월 23일  | 2019년 10월 11일 |
| 507  | 요시 베나윤                | 이스라엘                     | UEFA         | 101     | 1998년 11월 18일 | 2017년 10월 9일  |
| 507  | 바실리 베레주츠키          | 러시아                       | UEFA         | 101     | 2003년 6월 7일   | 2016년 10월 9일  |
| 507  | 데일리 블린트              | 네덜란드                     | UEFA         | 101     | 2013년 2월 6일   | 2023년 3월 27일  |
| 507  | 올레흐 블로힌              | 소련                         | UEFA         | 101     | 1972년 7월 16일  | 1988년 9월 21일  |
| 507  | 라슬로 뵐뢰니              | 루마니아                     | UEFA         | 101     | 1975년 9월 24일  | 1988년 6월 1일   |
| 507  | 조 브린카트                | 몰타                         | UEFA         | 101     | 1987년 10월 14일 | 2004년 2월 14일  |
| 507  | 보슈찬 체사르              | 슬로베니아                   | UEFA         | 101     | 2003년 2월 12일  | 2018년 3월 27일  |
| 507  | 필립 코퀴                  | 네덜란드                     | UEFA         | 101     | 1996년 4월 24일  | 2006년 6월 25일  |
| 507  | 다니엘 다 모타             | 룩셈부르크                   | UEFA         | 101     | 2007년 6월 2일   | 2021년 6월 6일   |
| 507  | 울리세스 데 라 크루스      | 에콰도르                     | CONMEBOL     | 101     | 1995년 5월 28일  | 2010년 5월 16일  |
| 507  | 빈센트 에니에아마          | 나이지리아                   | CAF          | 101     | 2002년 5월 4일   | 2015년 6월 14일  |
| 507  | 막스 그라델                | 코트디부아르                 | CAF          | 101     | 2011년 6월 5일   | 2023년 6월 17일  |
| 507  | 아론 귄나르손              | 아이슬란드                   | UEFA         | 101     | 2008년 2월 2일   | 2023년 3월 26일  |
| 507  | 토마스 헤슬러              | 서독 · 독일                  | UEFA         | 101     | 1988년 8월 31일  | 2000년 6월 20일  |
| 507  | 마흐부브 주마              | 쿠웨이트                     | AFC          | 101     | 1976년 3월 28일  | 1990년 3월 9일   |
| 507  | 레인퍼드 칼라바            | 잠비아                       | CAF          | 101     | 2005년 6월 11일  | 2018년 11월 18일 |
| 507  | 세이두 케이타              | 말리                         | CAF          | 101     | 1998년 10월 4일  | 2015년 1월 28일  |
| 507  | 케이시 켈러                | 미국                         | CONCACAF     | 101     | 1990년 2월 4일   | 2007년 7월 2일   |
| 507  | 레반 코비아슈빌리          | 조지아                       | UEFA         | 101     | 1996년 9월 1일   | 2011년 10월 11일 |
| 507  | 알략산드르 쿨치            | 벨라루스                     | UEFA         | 101     | 1996년 2월 14일  | 2012년 9월 11일  |
| 507  | 사울류스 미콜류나스        | 리투아니아                   | UEFA         | 101     | 2004년 6월 5일   | 2022년 11월 16일 |
| 507  | 마르셀로 모레노            | 볼리비아                     | CONMEBOL     | 101     | 2007년 9월 12일  | 2023년 6월 20일  |
| 507  | 박성화                     | 대한민국                     | AFC          | 101     | 1975년 7월 29일  | 1984년 12월 10일 |
| 507  | 로날드 랄데스              | 볼리비아                     | CONMEBOL     | 101     | 2001년 6월 3일   | 2018년 6월 9일   |
| 507  | 크리스티안 리베로스        | 파라과이                     | CONMEBOL     | 101     | 2005년 5월 4일   | 2018년 3월 27일  |
| 507  | 하수네 알셰이크            | 요르단                       | AFC          | 101     | 1997년 4월 19일  | 2010년 9월 28일  |
| 507  | 아흐메드 쇼바이르          | 이집트                       | CAF          | 101     | 1984년 12월 17일 | 1996년 11월 8일  |
| 507  | 토마스 쇠렌센              | 덴마크                       | UEFA         | 101     | 1999년 11월 17일 | 2012년 5월 26일  |
| 507  | 토르비에른 스벤손          | 노르웨이                     | UEFA         | 101     | 1947년 6월 11일  | 1962년 5월 16일  |
| 507  | 클라우지우 타파레우        | 브라질                       | CONMEBOL     | 101     | 1988년 7월 7일   | 1998년 7월 12일  |
| 507  | 엘리야 타나                | 잠비아                       | CAF          | 101     | 1995년 6월 10일  | 2009년 1월 27일  |
| 507  | 안드라니크 테이무리안      | 이란                         | AFC          | 101     | 2005년 8월 24일  | 2016년 10월 11일 |
| 507  | 바실리스 토로시디스        | 그리스                       | UEFA         | 101     | 2007년 3월 24일  | 2019년 9월 5일   |
| 507  | 가브리엘 토레스            | 파나마                       | CONCACAF     | 101     | 2005년 10월 8일  | 2022년 6월 12일  |
| 507  | 야야 투레                  | 코트디부아르                 | CAF          | 101     | 2004년 4월 28일  | 2015년 3월 29일  |
| 507  | 도마고이 비다              | 크로아티아                   | UEFA         | 101     | 2010년 5월 23일  | 2023년 6월 14일  |
| 549  | 호스니 아브드 라보         | 이집트                       | CAF          | 100     | 2004년 3월 31일  | 2014년 9월 10일  |
| 549  | 모하메드 아부트리카        | 이집트                       | CAF          | 100     | 2001년 3월 19일  | 2013년 11월 19일 |
| 549  | 로베르토 아쿠냐            | 파라과이                     | CONMEBOL     | 100     | 1993년 3월 3일   | 2011년 6월 11일  |
| 549  | 앙겔로스 바시나스          | 그리스                       | UEFA         | 100     | 1999년 8월 18일  | 2009년 4월 1일   |
| 549  | 헨닝 베르그                | 노르웨이                     | UEFA         | 100     | 1992년 5월 13일  | 2004년 5월 27일  |
| 549  | 로데릭 브리파              | 몰타                         | UEFA         | 100     | 2003년 12월 11일 | 2018년 11월 17일 |
| 549  | 데니스 카니사              | 파라과이                     | CONMEBOL     | 100     | 1996년 11월 10일 | 2010년 9월 7일   |
| 549  | 루이스 카푸로              | 에콰도르                     | CONMEBOL     | 100     | 1985년 2월 6일   | 2003년 2월 9일   |
| 549  | 도밍게스                   | 모잠비크                     | CAF          | 100     | 2004년 6월 13일  | 2023년 6월 18일  |
| 549  | 알렉산다르 드라고비치      | 오스트리아                   | UEFA         | 100     | 2009년 6월 6일   | 2022년 3월 29일  |
| 549  | 데이미언 더프              | 아일랜드                     | UEFA         | 100     | 1998년 3월 15일  | 2012년 6월 18일  |
| 549  | 알렉산드루 에푸레아누      | 몰도바                       | UEFA         | 100     | 2006년 9월 6일   | 2021년 3월 31일  |
| 549  | 보얀 요키치                | 슬로베니아                   | UEFA         | 100     | 2006년 2월 28일  | 2019년 11월 16일 |
| 549  | 자바 칸카바                | 조지아                       | UEFA         | 100     | 2004년 9월 4일   | 2021년 10월 9일  |
| 549  | 크리스토퍼 카통고          | 잠비아                       | CAF          | 100     | 2003년 6월 7일   | 2016년 6월 4일   |
| 549  | 울프 키르스텐              | 동독 · 독일                  | UEFA         | 100     | 1985년 5월 8일   | 2000년 6월 20일  |
| 549  | 루나르 크리스틴손          | 아이슬란드                   | UEFA         | 100     | 1987년 10월 28일 | 2004년 8월 18일  |
| 549  | 제임스 매클레인            | 아일랜드                     | UEFA         | 100     | 2012년 2월 29일  | 2023년 6월 19일  |
| 549  | 토니 미올라                | 미국                         | CONCACAF     | 100     | 1988년 6월 10일  | 2006년 4월 11일  |
| 549  | 피터 음폰다                | 말라위                       | CAF          | 100     | 1998년 1월 3일   | 2011년 10월 8일  |
| 549  | 조맥스 무어                | 미국                         | CONCACAF     | 100     | 1992년 9월 3일   | 2002년 6월 14일  |
| 549  | 나즈리 나시르              | 싱가포르                     | AFC          | 100     | 1990년 9월 13일  | 2004년 7월 12일  |
| 549  | 박지성                     | 대한민국                     | AFC          | 100     | 2000년 4월 5일   | 2011년 1월 25일  |
| 549  | 카를로스 파본              | 온두라스                     | CONCACAF     | 100     | 1993년 7월 17일  | 2010년 6월 16일  |
| 549  | 카를레스 푸욜              | 스페인                       | UEFA         | 100     | 2000년 11월 15일 | 2013년 2월 6일   |
| 549  | 호비뉴                     | 브라질                       | CONMEBOL     | 100     | 2003년 7월 13일  | 2017년 1월 26일  |
| 549  | 루슬란 로탄                | 우크라이나                   | UEFA         | 100     | 2003년 2월 12일  | 2018년 3월 27일  |
| 549  | 고체 세들로스키            | 북마케도니아                 | UEFA         | 100     | 1996년 3월 27일  | 2010년 5월 29일  |
| 549  | 다리오 시미치              | 크로아티아                   | UEFA         | 100     | 1996년 3월 13일  | 2008년 8월 20일  |
| 549  | 산토크 싱                  | 말레이시아                   | AFC          | 100     | 1973년 5월 19일  | 1984년 4월 8일   |
| 549  | 호르헤 소토                | 페루                         | CONMEBOL     | 100     | 1992년 11월 25일 | 2005년 10월 12일 |
| 549  | 이고르스 스테파노우스      | 라트비아                     | UEFA         | 100     | 1995년 4월 26일  | 2011년 8월 11일  |
| 549  | 어니 스튜어트              | 미국                         | CONCACAF     | 100     | 1990년 12월 19일 | 2004년 8월 18일  |
| 549  | 시아카 티에네              | 코트디부아르                 | CAF          | 100     | 2000년 4월 9일   | 2015년 6월 14일  |
| 549  | 아르다 투란                | 튀르키예                     | UEFA         | 100     | 2006년 8월 16일  | 2017년 10월 6일  |
| 549  | 조지프 요보                | 나이지리아                   | CAF          | 100     | 2001년 3월 24일  | 2014년 6월 30일  |

참고
1  오스트레일리아는 2006년 1월 1일에 OFC에서 AFC로 연맹을 옮겼다. 이 때 마크 슈워처는 36경기에 출전했고, 팀 케이힐은 14경기에 출전했었다.

## 여자
마지막 업데이트: 2024년 4월 30일
현재까지 국가대표팀에서 활동하고 있는 선수는 굵은 글씨로 표시했다.
| 이름                       | 국가           | 경기 수 |
| -------------------------- | -------------- | ------- |
| 크리스틴 릴리              | 미국           | 344     |
| 미아 햄                    | 미국           | 275     |
| 줄리 파우디                | 미국           | 272     |
| 조이 포셋                  | 미국           | 239     |
| 크리스티 피어스            | 미국           | 216     |
| 비르기트 프린츠            | 독일           | 204     |
| 티퍼니 밀브렛              | 미국           | 204     |
| 푸웨이                     | 중화인민공화국 | 201     |
| 리제                       | 중화인민공화국 | 200     |
| 케이트 마크그래프          | 미국           | 198     |
| 브랜디 채스테인            | 미국           | 192     |
| 판윈제                     | 중화인민공화국 | 192     |
| 케르스틴 슈테게만          | 독일           | 191     |
| 헤게 리세                  | 노르웨이       | 188     |
| 자오리훙                   | 중화인민공화국 | 182     |
| 섀넌 맥밀런                | 미국           | 176     |
| 류아이링                   | 중화인민공화국 | 173     |
| 브리애나 스커리            | 미국           | 173     |
| 벤테 노르드비              | 노르웨이       | 172     |
| 카를라 오버벡              | 미국           | 168     |
| 한돤                       | 중화인민공화국 | 166     |
| 쑨원                       | 중화인민공화국 | 166     |
| 아리아네 힝스트            | 독일           | 165     |
| 원리룽                     | 중화인민공화국 | 163     |
| 왕리핑                     | 중화인민공화국 | 162     |
| 빅토리아 산델 스벤손       | 스웨덴         | 162     |
| 신디 팔로                  | 미국           | 158     |
| 지소연                     | 대한민국       | 157     |
| 크리스틴 벵트손            | 스웨덴         | 157     |
| 베티나 비크만              | 독일           | 154     |
| 미셸 에이커스              | 미국           | 153     |
| 린다 메달렌                | 노르웨이       | 152     |
| 말린 안데르손              | 스웨덴         | 151     |
| 카트린 페데르센            | 덴마크         | 151     |
| 셰릴 솔즈베리              | 오스트레일리아 | 151     |
| 헤이디 스퇴레              | 노르웨이       | 151     |
| 카롤리나 모라체            | 이탈리아       | 150     |
| 레나테 링고르              | 독일           | 149     |
| 조소현                     | 대한민국       | 148     |
| 잔드라 미네르트            | 독일           | 147     |
| 비얀                       | 중화인민공화국 | 147     |
| 피아 순드하게              | 스웨덴         | 146     |
| 도리스 피첸                | 독일           | 144     |
| 스베틀라나 페티코          | 소련 / 러시아  | 144     |
| 상드린 수베랑              | 프랑스         | 144     |
| 사와 호마레                | 일본           | 142     |
| 마를렌 비싱크              | 네덜란드       | 141     |
| 테레세 셰그란              | 스웨덴         | 139     |
| 파트리치아 파니코          | 이탈리아       | 138     |
| 메레테 메데르센            | 덴마크         | 136     |
| 우니 렌                    | 노르웨이       | 134     |
| 솔베이 굴브란센            | 노르웨이       | 133     |
| 잔드라 슈미제크            | 독일           | 133     |
| 류잉                       | 중화인민공화국 | 132     |
| 안드레아 닐                | 캐나다         | 132     |
| 티샤 벤튜리니              | 미국           | 132     |
| 아네미케 그리피온          | 네덜란드       | 131     |
| 앨리 왜그너                | 미국           | 131     |
| 타티아나 조리              | 이탈리아       | 131     |
| 차메인 후퍼                | 캐나다         | 130     |
| 한나 융베리                | 스웨덴         | 130     |
| 캣 화이트힐                | 미국           | 129     |
| 크리스틴 싱클레어          | 캐나다         | 129     |
| 애비 웜백                  | 미국           | 129     |
| 질케 로텐베르크            | 독일           | 126     |
| 마르티나 포스테클렌부르크  | 독일           | 126     |
| 카롤리나 베스트베리        | 스웨덴         | 126     |
| 리금숙                     | 북한           | 123     |
| 폴린 해밀                  | 스코틀랜드     | 122     |
| 코린 디아크르              | 프랑스         | 121     |
| 로리 페어                  | 미국           | 120     |
| 이리나 그리고리에바        | 소련 / 러시아  | 120     |
| 브리트 산다우네            | 노르웨이       | 120     |
| 안토넬라 카르타            | 이탈리아       | 119     |
| 질리언 콜타드              | 잉글랜드       | 119     |
| 이소자키 히로미            | 일본           | 119     |
| 사카이 도모에              | 일본           | 119     |
| 아네 도트 에게르스 닐센    | 덴마크         | 118     |
| 허순희                     | 북한           | 118     |
| 하나 마르쿨룬드            | 스웨덴         | 118     |
| 마리나 부라코바            | 소련 / 러시아  | 117     |
| 김혜리                     | 대한민국       | 117     |
| 카린 제닝스 가바라         | 미국           | 117     |
| 린지 타플리                | 미국           | 117     |
| 스테파니 무녜레 베혜       | 프랑스         | 116     |
| 카를라 쿠투                | 포르투갈       | 115     |
| 쑨칭메이                   | 중화인민공화국 | 115     |
| 산나 발코넨                | 핀란드         | 114     |
| 섀넌 복스                  | 미국           | 113     |
| 랜디 허머스                | 캐나다         | 113     |
| 말린 모스트룀              | 스웨덴         | 113     |
| 엘리사베트 레이딩게        | 스웨덴         | 112     |
| 안네 매키넨                | 핀란드         | 112     |
| 마리네트 피숑              | 프랑스         | 112     |
| 안 크리스틴 아로네스       | 노르웨이       | 111     |
| 조르지아 브렌찬            | 이탈리아       | 111     |
| 슈테피 요네스              | 독일           | 111     |
| 마리아 라자로우            | 그리스         | 111     |
| 마리아 마코브스카          | 폴란드         | 111     |
| 질비아 나이트              | 독일           | 111     |
| 헤더 오라일리              | 미국           | 111     |
| 레나 비데쿨                | 스웨덴         | 111     |
| 헤더 개리옥                | 오스트레일리아 | 110     |
| 라우라 외스테르베리 칼마리 | 핀란드         | 110     |
| 군 니보르크                | 노르웨이       | 110     |
| 조안 피터스                | 오스트레일리아 | 110     |
| 티파니 로버츠              | 미국           | 110     |
| 앨리사베타 비뇨토          | 이탈리아       | 110     |
| 제인 퇴릉크비스트          | 스웨덴         | 109     |
| 후인느                     | 베트남         | 109     |
| 나탈리야 바르바시나        | 러시아         | 107     |
| 호다 라타프                | 프랑스         | 107     |
| 아네 스탕엘란 호르페스타드 | 노르웨이       | 107     |
| 권하늘                     | 대한민국       | 107     |
| 줄리 플리팅                | 스코틀랜드     | 106     |
| 에이미 월시                | 캐나다         | 106     |
| 그로 에스페세트            | 노르웨이       | 105     |
| 앤젤라 허클레스            | 미국           | 105     |
| 레네 테르프                | 덴마크         | 105     |
| 소니아 봉파스토르          | 프랑스         | 104     |
| 케르스틴 가레프레케스      | 독일           | 104     |
| 하이디 모어                | 독일           | 104     |
| 사리나 비흐만              | 네덜란드       | 104     |
| 바이지에                   | 중화인민공화국 | 103     |
| 제마 페이                  | 스코틀랜드     | 102     |
| 레네 옌센                  | 덴마크         | 102     |
| 예시카 율린                | 핀란드         | 102     |
| 아니사 탄 다비             | 오스트레일리아 | 102     |
| 피아 분더리히              | 독일           | 102     |
| 모린 음마두                | 나이지리아     | 101     |
| 장슬기                     | 대한민국       | 101     |
| 전가을                     | 대한민국       | 101     |
| 헤더 미츠                  | 미국           | 100     |
| 김정미                     | 대한민국       | 100     |

### 국가별 100경기 이상 출전한 여자 선수의 수
| 국가              | 수 |
| ----------------- | -- |
| 미국              | 42 |
| 독일              | 28 |
| 스웨덴            | 25 |
| 중화인민공화국    | 23 |
| 캐나다            | 21 |
| 노르웨이          | 20 |
| 네덜란드          | 18 |
| 프랑스            | 17 |
| 오스트레일리아    | 16 |
| 스코틀랜드        | 16 |
| 덴마크            | 15 |
| 잉글랜드          | 13 |
| 아이슬란드        | 13 |
| 일본              | 13 |
| 뉴질랜드          | 13 |
| 핀란드            | 12 |
| 포르투갈          | 12 |
| 이탈리아          | 11 |
| 남아프리카 공화국 | 9  |
| 브라질            | 8  |
| 아일랜드          | 8  |
| 대한민국          | 8  |
| 슬로바키아        | 8  |
| 오스트리아        | 7  |
| 코스타리카        | 7  |
| 러시아 / 소련     | 7  |
| 스위스            | 7  |
| 헝가리            | 6  |
| 태국              | 6  |
| 웨일스            | 6  |
| 벨기에            | 5  |
| 에스토니아        | 5  |
| 요르단            | 5  |
| 멕시코            | 5  |
| 베트남            | 4  |
| 체코              | 3  |
| 그리스            | 3  |
| 북아일랜드        | 3  |
| 스페인            | 3  |
| 북한              | 2  |
| 폴란드            | 2  |
| 루마니아          | 2  |
| 우크라이나        | 2  |
| 크로아티아        | 1  |
| 몰타              | 1  |
| 나이지리아        | 1  |

## 같이 보기
- 가린샤 클럽